# Lista di funzioni
Questa pagina è dedicata a un lista di funzioni matematiche, elenco di pagine che presentano varie caratteristiche di queste entità.
In matematica, parecchie funzioni sono abbastanza importanti, in termini di applicazioni e di collegamenti con altre entità matematiche, da meritare un proprio nome ed un proprio simbolo. 
Esiste una vasta teoria delle funzioni speciali sviluppatasi a partire dalla trigonometria e successivamente dalle esigenze della fisica matematica. Attualmente si riscontra un punto di vista astratto che considera spazi di funzioni ad infinite dimensioni i cui elementi sono in maggioranza funzioni 'anonime' caratterizzate da proprietà ed il punto, che si contrappone allo studio delle funzioni speciali definite con costruzioni specifiche o definite imponendo proprietà come la simmetria, e quindi in relazione con l'analisi armonica e le rappresentazioni dei gruppi. Tra le funzioni speciali giocano ruoli particolari i polinomi ortogonali.

## Classi di funzioni
- Funzione additiva: il valore di un prodotto è uguale alla somma dei fattori.
- Funzione analitica: può essere definita localmente da una serie di potenze convergente.

## Funzioni elementari
- Funzione vuota: è una funzione che possiede per dominio l'insieme vuoto
- Funzione indicatrice (o caratteristica): è una funzione definita su un insieme {\displaystyle X} usata per indicare l'appartenenza di un elemento ad un sottoinsieme {\displaystyle A} di {\displaystyle X}. In particolare vale {\displaystyle 1} se e solo se l'elemento {\displaystyle x} di {\displaystyle X} appartiene anche ad {\displaystyle A}, altrimenti vale {\displaystyle 0}.
- Funzione a scala: è definita come combinazione lineare di un numero finito di funzioni indicatrici.
- Funzione identità: associa ad ogni elemento del dominio l'elemento stesso.
- Funzione segno: restituisce il segno dell'argomento ({\displaystyle +1} o {\displaystyle -1}). In {\displaystyle 0} vale {\displaystyle 0}.
- Valore assoluto: lascia i numeri positivi invariati e quelli negativi vengono moltiplicati per {\displaystyle -1}.
- Funzione gradino di Heaviside: {\displaystyle 0} per argomenti negativi, {\displaystyle 1} per quelli positivi. Può essere considerata l'integrale della Delta di Dirac.
- Parte intera: il più grande numero intero minore o uguale del numero dato.
- Parte intera superiore: il più piccolo numero intero maggiore o uguale del numero dato.

### Funzioni polinomiali
- Funzione polinomiale: può essere generata solo da addizione e moltiplicazioni.
  - Funzione costante: funzione polinomiale di grado zero, si tratta di un valore costante fissato.
  - Funzione lineare: funzione polinomiale di grado uno.
  - Funzione quadratica: funzione polinomiale di grado due.
  - Funzione cubica: funzione polinomiale di grado tre.
  - Funzione quartica: funzione polinomiale di grado quattro.

- Polinomi ortogonali
  - Polinomi di Chebyshev
  - Polinomi di Gegenbauer
  - Polinomi di Hermite
  - Polinomi di Jacobi
  - Polinomi di Laguerre
  - Polinomio di Legendre
- Polinomi di Bernoulli

### Funzioni periodiche elementari
- Onda a dente di sega
- Onda quadra
- Onda triangolare

### Funzioni trascendenti elementari
- Funzione potenza: una potenza in cui viene fissato l'esponente e varia la base; conosciuta anche con il nome funzione allometrica.
- Radice n-esima: restituisce la radice n-esima di un dato numero positivo.
- Funzione esponenziale: una potenza in cui viene fissata una base e varia l'esponente.
- Logaritmo: è la funzione inversa dell'esponenziale; utile per risolvere equazioni che contengono esponenziali.
- Funzioni trigonometriche: seno, coseno, ecc... costruite su di una circonferenza e usate in geometria e per descrivere fenomeni periodici. Si veda anche Funzione di Gudermann.
- Funzioni iperboliche: simili alle funzioni trigonometriche, ma costruite su di un'iperbole.
- Funzione gaussiana: funzione di densità della distribuzione normale.
- Funzione sigmoide: particolare caso di equazione logistica.

## Funzioni speciali

### Primitive di funzioni elementari
- Funzione logaritmo integrale: è l'integrale del reciproco del logaritmo. Utile nella teoria dei numeri.
- Funzione integrale esponenziale.
- Funzioni integrali trigonometriche.
- Funzione errore: un integrale importante per lo studio della variabile casuale normale.
  - Integrale di Fresnel: legata alla funzione errore, usato in ottica.
  - Funzione di Dawson: utile in probabilità.

### Funzione ellittica e relative
- Funzione ellittica
- Funzioni ellittiche di Jacobi
- Funzioni ellittiche di Weierstrass
- Integrale ellittico

### Funzione Gamma di Eulero e relative
- Funzione Beta di Eulero
- Funzione Gamma di Eulero
- Funzione Gamma incompleta
- Funzione digamma
- Funzione poligamma

### Funzioni Theta e relative
- Funzione Theta
- Funzione Theta di Jacobi
- Funzione Theta di Ramanujan

### Funzione Zeta di Riemann e relative
- Funzione Zeta di Riemann
- Funzione Zeta di Hurwitz
- Funzione Eta di Dirichlet
- Funzione trascendente di Lerch
- Polilogaritmo

### Funzioni di Bessel e relative
- Funzioni di Airy
- Funzioni di Anger
- Funzioni di Bessel
- Funzioni di Bessel sferiche
- Funzioni di Hankel
- Funzioni di Lommel
- Funzioni di Neumann
- Funzioni di Scorer
- Funzioni di Struve
- Funzioni di Struve modificate
- Funzioni di Weber

### Funzioni ipergeometriche e relative
- Funzione ipergeometrica
- Funzione Q-ipergeometrica
- Funzione E di MacRobert
- Funzione G di Meijer

### Altre funzioni
Funzioni omogenee

## Funzioni relative alla teoria dei numeri
- Funzione Lambda di von Mangoldt: funzione che non è né moltiplicativa né additiva.
- Funzione Mu di Möbius: funzione che classifica i numeri interi positivi in una di tre categorie possibili secondo la scomposizione in fattori.
- Funzione Pi: numero di primi minori o uguali all'argomento.
- Funzione Sigma: somme di potenze di divisori che danno un numero naturale.
- Funzione Tau: numero di divisori, inclusi {\displaystyle 1} e se stesso, per ogni numero naturale.
- Funzione Phi di Eulero: numero di numeri coprimi e non superiori dell'argomento.
- Funzione Omega: conta il numero di fattori primi distinti di naturale.
- Funzione Omega grande: numero di divisori primi di un numero naturale contati con la loro molteplicità.
- Funzione di partizione: conteggio del numero di modi, non vincolati da un ordine, di modi di scrivere un dato intero positivo.

## Altro
- Funzione parabolica del cilindro: soluzione dell'equazione di Weber.
- Funzione Delta di Dirac: vale {\displaystyle 0} per ogni argomento {\displaystyle x} reale eccetto che per {\displaystyle x=0} e il suo integrale su tutto l'asse reale vale {\displaystyle 1}.
- Funzione Eta di Dedekind: funzione definita nella metà superiore del piano complesso dei numeri complessi, dove la parte immaginaria è positiva.
- Funzione W di Lambert: insieme di funzioni, rami della funzione inversa della funzione {\displaystyle f(z)=ze^{z}}, con {\displaystyle z\in \mathbb {C} }
- Funzione di Ackermann: nella teoria della computazione, è una funzione ricorsiva che non è ricorsiva primitiva.
- Funzioni di Mathieu: soluzioni di una particolare equazione di Hill.
- Funzione di Dirichlet: funzione in nessun punto continua.
- Funzione di Weierstrass: funzione continua, ma in nessun punto differenziabile.